# Dragon King (Marvel Comics)
Dragon King è un personaggio dei fumetti pubblicati dalla Marvel Comics, è un avversario della supereroina Spider-Girl.

## Biografia del personaggio

### Le origini
Carlton Hackmutter era un bidello della Midtown High School, il suo hobby, la collezione di tutto ciò che raffigura un drago, lo portò a contatto con un medaglione dai misteriosi poteri. Durante uno scontro tra due studenti, Moose Mansfield e Jimmy Yama, Hackmutter si ferì e, corso nel suo stanzino per medicarsi, versò del sangue sul medaglione che lo trasformò in un colossale drago umanoide. Deciso a vendicarsi dei soprusi degli studenti, Dragon King, così si battezzò Hackmutter, creò il caos nel liceo attirando l'attenzione di Spider-Girl. La giovane eroina affrontò il mostro e, scoperto il suo nascondiglio, lo minacciò di rovinare la sua collezione, l'ex bidello, furioso, si gettò sulla ragnetta che, scansandosi, lo mandò a colpire un quadro elettrico fulminandolo.

### Le successive imprese
Reclutato da Funny Face, Dragon King, si scontra nuovamente con Spider-Girl. All'interno di un deposito ferroviario l'energumeno sta per schiacciare la ragazza con un vagone, quando lei, afferratolo con la tela per le braccia, fa cadere l'enorme peso sulla sua testa. Dopo il nuovo insuccesso, il medaglione di Hackmutter, viene trovato da uno studente della Midtown High School che intende usarlo per controllare il mostro e lanciarlo contro i bulli che lo angariavano. Scontratosi di nuovo con la ragnetta, Dragon King torna in possesso del medaglione e lo usa per tornare umano, dopodiché si consegna alle autorità.

## Poteri e abilità
Dragon King è molto più forte e resistente di un normale essere umano, può usare la sua coda come un'arma e lanciare raggi d'energia dagli occhi.